# Psychoda tridens
Psychoda tridens är en tvåvingeart som beskrevs av Satchell 1954. Psychoda tridens ingår i släktet Psychoda och familjen fjärilsmyggor. Inga underarter finns listade i Catalogue of Life.